# Gladsaxe kommun

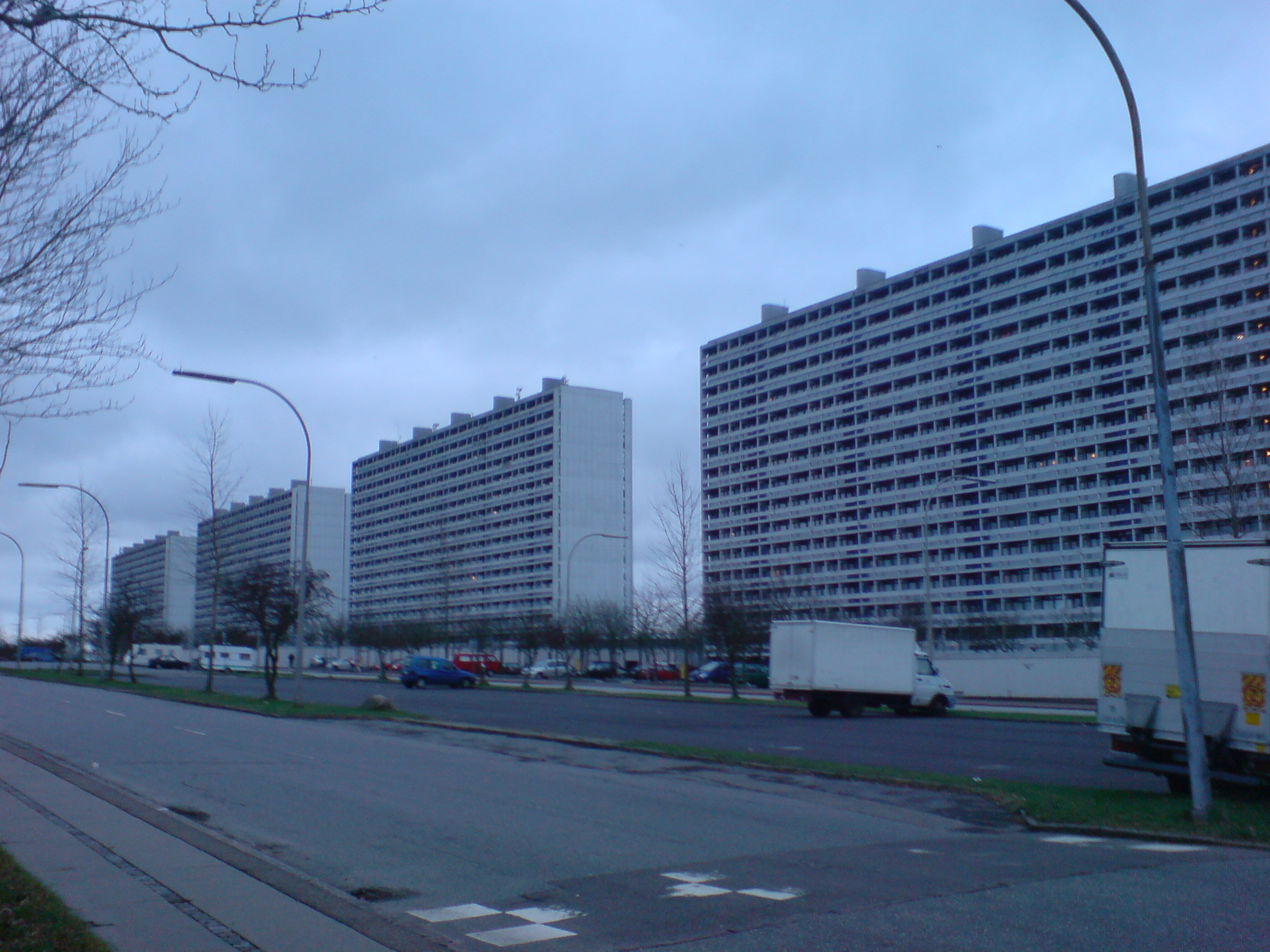
Høje Gladsaxe

Gladsaxe kommun är en kommun i Region Hovedstaden på Själland, nordväst om Köpenhamn.

## Allmänt
Kommunen består av de fem kommundelarna Gladsaxe, Søborg, Buddinge, Bagsværd och Mørkhøj. Kommunen präglas av närheten till Köpenhamn och en stor del av befolkningen pendlar till arbetet i huvudstaden. En stor arbetsgivare i kommunen är Novo Nordisk i Bagsværd.
Gladsaxe kommun gränsar i norr till Lyngby-Taarbæk kommun, i väster till Furesø och Herlevs kommuner, i söder till Köpenhamns kommun och i öster till Gentofte kommun. Naturområdet Utterslev Mose ligger på gränsen mellan Gladsaxe kommun och Köpenhamns kommun. Utterslev Mose utgjorde den nordligaste delen av Vestvolden, som ingick i Köpenhamns befästning.
Bostadsområdet Høje Gladsaxe, byggt 1963–66 och renoverat 1991–93, ligger i kommundelen Søborg. Det består av fem 16-våningshus, två niovåningshus och ett antal låghus.
Järnvägen Hareskovbanen går genom kommunen, med stationer i bland annat Bagsværd och Buddinge.

## Historia
Kommunen bildades 1842 och bestod då även av Herlev. Herlev blev en egen kommun 1909.
Vid den danska kommunreformen 2007 förblev Gladsaxe kommun oförändrad.
Kommunens rådhus uppfördes 1935–1937 av arkitekt Vilhelm Lauritzen. Rådhuset har senare byggts ut 1950–1953 och 1985–1986.

### Buddinge och Søborg
Om Buddinge är inte mycket känt före skiftet i slutet av 1700-talet. Fyra gårdar låg kvar och bildade byn Buddinge medan 17 gårdar flyttade ut. Tätorten Buddinge låg längs vägen mellan Köpenhamn och Frederiksberg och där låg ett värdshus. Värdshuset fungerade som en samlingsplats och där möttes också sockenrådet. Även skolan användes som mötesplats för sockenrådet innan rådhuset byggdes på 1930-talet. Buddinge hade en egen skola redan på 1760-talet, innan allmän skolplikt infördes 1813.
När gårdarna Søborggård, Høje Søborg och Søborghøj styckades av och såldes som tomter inleddes en kraftig expansion. Köpenhamnsborna anlade först koloniträdgårdar för husbehov och inom kort även permanthus. Från en befolkning på 697 personer 1901 steg antalet snabbt till 1 552 personer 1906. När Buddinge station invigdes 1906 fortsatte expansionen.
Det nya området fick namnet Søborg och 1914 fick kommundelen egen kyrka. För invånarna där låg Buddinge krog alltför långt borta och de besökte istället Søborghus kro. 1924 öppnade spårvägslinje från Søborg torv till Köpenhamn. De förbättrade kommunikationerna gjorde att ytterligare bondgårdar avstyckades och blev villatomter.

### Gladsaxe
Gladsaxe socken har anor tillbaka till tidig medeltid och Gladsaxe kyrka byggdes på 1100-talet. Från 1186 var den sockenkyrka för det som idag är Gladsaxe och Herlevs kommuner. För det som idag är Gladsaxe kommun var det den enda kyrkan långt in på 1900-talet.
Byn Gladsaxe var innan skiftet bestod av 17 gårdar som var placerade tillsammans i en by. Skiftet genomfördes 1772 och 6 av gårdarna flyttade ut. Eftersom Gladsaxe inte låg vid en genomfartsled fick inte byn samma snabba utveckling som grannbyarna. Flera av bondgårdarna gick över till trädgårdsodling istället för lantbruk i slutet av 1800-talet. Intresset för att köpa tomter i Gladsaxe var dock svagt och först på 1920-talet fick man fart på detta bland annat genom att sätta in gratisbussar till Köpenhamn.

### Bagsværd
På 1600-talet grundade Fredrik III Fredriksborgs slott och bland dess egendomar hörde Bagsværd och dess invånare. 1721 lät prinsessan Sophie Hedevig, syster till Fredrik IV öppna en skola för böndernas barn i Bagsværd.
Kristian IV lät dra vägen mellan Köpenhamn och Hillerød och denna väg gick genom Bagsværd. 1668 öppnade ett värdshus, Bagsværd kro. Värdshuset utvecklades så småningom till en handelsbod och fanns kvar ända till 1975 när platsen gjordes till en parkeringsplats vid S-banestationen.
Botanikern Johan Theodor Holm lät anlägga Aldershvile slott utanför Bagsværd. Efter dennes död såldes slottet till den svenska adelsmannen greve Ribbing som var landsförvisad efter mordet på Gustav III. Slottet brann ned 1909.
När Slangerupbanan mellan Nørrebro i Köpenhamn och Slangerup öppnade 1906 blev Bagsværd station en av de större. Även för Bagsværd fick de förbättrade kommunikationerna stor betydelse genom att dra till sig nya invånare från Köpenhamn som köpte tomter vid sjön Bagsværd Sø. Invånarantalet ökade från 700 år 1906 till 1 700 år 1924. När S-banan öppnade 1977 byggdes en ny stationsbyggnad.

### Mørkhøj
Mørkhøj kan spåras tillbaka till medeltiden när Valdemar den store skänkte byn till Absalon, biskop i Roskilde, år 1180.
Gårdarna i byn skiftades 1772 och sex av gårdarna låg kvar medan fyra fick flytta ut. Precis som Gladsaxe låg byn för sig själv och utvecklingen gick långsamt. I början av 1900-talet anlades en del trädgårdsodlingar men eftersom det var långt till järnvägsstationen tog detta fart först efter första världskriget när det blev vanligt att transportera på lastbil.
På grund av det dåliga läget skedde ingen snabb befolkningsutveckling som i grannbyarna. Först på 1930-talet tog avstyckningen fart när köpenhamnsborna först anlade koloniträdgårdar och sedan permanenthus.

## Borgmästare
- Frederik Willumsen, 1937–1954
- Aage Baaring-Hansen, 1 april 1952–1958
- Erhard Jakobsen, Socialdemokratiet, 1958–31 mars 1974
- Tove Smidth, Socialdemokratiet, 1974–1983[4]
- Ole Andersen, Socialdemokratiet, 1983–juli 2002[4]
- Karin Søjberg Holst, Socialdemokratiet, augusti 2002–10 juli 2017[4]
- Trine Græse, Socialdemokratiet, 10 juli 2017–[3]

Denna lista hämtas från Wikidata. Informationen kan ändras där.

## Vänorter
- England: Sutton
- Estland: Haabersti
- Finland: Birkala
- Frankrike: Gagny
- Grönland: Narsaq
- Japan: Taito
- Kroatien: Split
- Norge: Ski
- Polen: Koszalin
- Skottland: Renfrewshire/Paisley
- Sverige: Solna
- Tyskland:
  - Blankenese
  - Charlottenburg-Wilmersdorf
  - Minden
  - Neubrandenburg
- Ungern: Veszprém
- Österrike: Klagenfurt